# Boom Blox
Boom Blox est un jeu vidéo développé par EA Los Angeles puis édité par Electronic Arts sur Wii d'après une idée originale de Steven Spielberg. Il est sorti en France en mai 2008.
Le jeu présente une série de casse-têtes fondés sur des blocs que le joueur peut résoudre en utilisant la Wiimote pour lancer, saisir ou tirer sur les blocs. Boom Blox est doté d'un système physique réaliste car l'angle à partir duquel un projectile est lancé, la vitesse à laquelle il est lancé, le type de blocs avec lequel il entre en contact et sa masse influencent les résultats de l'action,. Le jeu a plus de 300 niveaux solo et plus 100 niveaux multijoueur,. Il existe aussi un mode permettant au joueur de créer ses propres niveaux et de les envoyer à ses amis grâce au WiiConnect24.
Le jeu a pour suite Boom Blox Smash Party.

## Système de jeu
Boom Blox vous propose de détruire, d'empiler, de construire ou même de tirer sur des blocs. Cela vous servira à franchir des niveaux, aux objectifs variés, comme ne pas faire tomber une tour en retirant le plus possible de blocs de celle-ci. Le jeu a déjà été décrit comme un mélange de Jenga, Tetris, Breakout, Duck Hunt et Lego. Le gameplay fait appel aux réflexes, à l'adresse, et aux capacités à résoudre un problème.

### Blocs
Il existe plusieurs sortes de blocs :
- Les blocs classiques, qui n'ont aucun effet particulier.
- Les blocs chimiques, dès que deux se rencontrent, ils explosent.
- Les blocs bombe, qui explosent dès qu'on tire sur eux.
- Les blocs volatils, qui disparaissent lorsqu'on tire sur eux.
- Les blocs points, il en existe des positifs et négatifs, qui rapportent le nombre de points inscrit sur le bloc lorsqu'ils se détruisent.
- Les blocs pierre précieuse, qui n'ont aucune fonction particulière mis à part que lorsqu'ils sont présents, le but est de tous les détruire.

## Modes
Boom Blox présente de nombreux modes de jeu :
- Le mode Jouer, qui regroupe :
  - Entraînement
  - Exploration
  - Aventure
  - Défi Exploration
  - Défi Aventure
- Le mode Equipe, qui regroupe :
  - Versus
  - Coopération
- Le mode Créer, qui permet de créer des niveaux grâce à un éditeur.

## Développement
Il a été annoncé en 2005 que Steven Spielberg et Electronic Arts allaient entrer en collaboration pour créer trois nouveaux jeux vidéo. Beaucoup ont été surpris lorsque, en juillet 2007, EA a annoncé que leur première collaboration serait un jeu de puzzle,. Spielberg a expliqué le choix inattendu, en indiquant que « je voulais vraiment créer un jeu vidéo avec lequel je pouvais jouer avec mes enfants. ». Il a précisé que ses jeunes enfants préfèrent jouer à la Wii qu'à la PlayStation 3 ou la Xbox 360, et que c'était l'occasion de « leur montrer qu'ils peuvent avoir du plaisir à jouer des jeux qui sont non-violents, créatifs et stratégiques ». Ses enfants ont même pu essayer un prototype du jeu.
Pendant le développement, l'accent a été mis sur la création d'un jeu vidéo exclusif à la Wii, mais le producteur Amir Rahimi a indiqué que Boom Blox pourrait être porté sur d'autres consoles à l'avenir.

## Accueil

### Critique
Boom Blox a reçu essentiellement des critiques positives, avec des moyennes de 85/100 sur Metacritic et de 85 % sur GameRankings,. N-Europe lui a décerné un 9/10 et Jeuxvideo.com un 16/20, ce dernier le qualifiant d'« original et diablement addictif ».
Il a également été nommé par IGN pour des récompenses spécifiques à la Wii, dont dans les catégories Best Puzzle Game, Best Local Multiplayer Game, Best Use of the Wii-Mote et Most Innovative Design.
Le jeu a été choisi comme l'un des 80 jeux affichés au Smithsonian American Art Museum à l'occasion de l'exposition « L'Art des jeux vidéo » du 16 mars 2012,.

### Ventes
Boom Blox s'est vendu à 60 000 exemplaires durant son premier mois de commercialisation aux États-Unis, d'après le NPD Group.
D'après VG Chartz, au 23 août 2011, environ 1 120 000 unités s'étaient vendues dans le monde, dont 720 000 aux États-Unis et 400 000 sur les autres territoires. Le jeu se démarque aussi par une relative stabilité dans ses ventes. Par exemple, alors qu'il s'est vendu à 25 738 exemplaires durant sa première semaine aux États-Unis, il se vendait encore à 25 062 unités lors de la troisième semaine.